# Bobby Orr

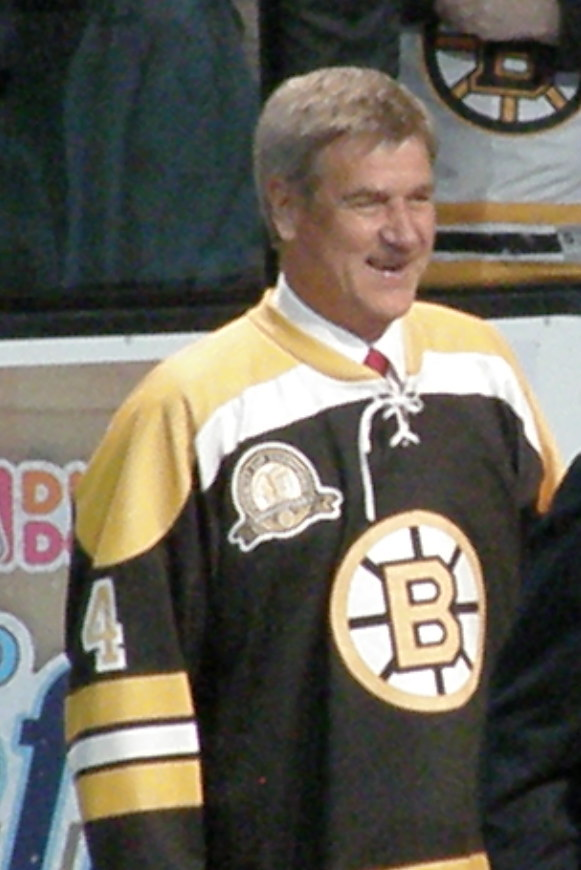
Bobby Orr (2010)

Robert Gordon "Bobby" Orr (Kanada, Ontario, Parry Sound, 1948. március 20. –) profi jégkorongozó védő. Őt tartják minden idők egyik legnagyobb játékosának és legnagyobb védőjének. Számtalan National Hockey League rekord és trófea tulajdonosa. Kétszeres Stanley-kupa-győztes a Boston Bruinsszal. Ő az egyetlen védő a liga történetében, aki megnyerte az Art Ross-trófeát (kétszer), ami az alapszakasz pontkirályának jár. Háromszoros alapszakasz MVP és nyolcszor nyerte meg a James Norris-emlékkupát, amit a legjobb védőnek ítélnek oda. Ezenkívül még kétszer volt a rájátszás legértékesebb játékosa. Pályafutása mindössze 12 szezonból állt, ezekből is csak egy volt teljes a folyamatos térdsérülései miatt. Tíz szezont a Bostonban játszott és még két csonka szezont a Chicago Blackhawksban. 1978-ban vonult vissza és a következő évben beválasztották a Jégkorong Hírességek Csarnokába (nem várták meg a kötelező három évet).

## Karrier
Bobby Orr tehetsége már fiatal korában látszott. A Boston Bruins fedezte fel egy ontariói gyerektornán. 14-évesen a Boston leszerződtette és 16 évesen az Ontario Hockey League-es Oshawa Generalsba került, ahol 18-20 éves fiatalok ellen játszott. A National Hockey League szabályai alapján nem csatlakozhatott a Bruinshoz, amíg nem töltötte be a 18. élet évet. A harmadik OHL-es szezonjában a csapatot bajnoki címig vezette (J. Ross Robertson-kupa) és eljutottak a Memorial-kupa döntőjébe is de ott az Edmonton Oil Kings ellen kikaptak. Első profi szezonjában elnyerte a legjobb újoncnak járó trófeát. Ebben a szezonban nem jutottak a rájátszásba. A következő szezonban csak 46 mérkőzést játszott térdsérülés miatt (Pályafutása során mindig volt valami probléma a térdével). Ebben az évben bevezették a +/- mutató az NHL-ben. Orr +30-as mutatóval fejezte be a számára csonka szezont és ő kapta a legjobb védőnek járó trófeát (Ezután még hétszer kapta meg). Az 1968–1969-es szezont sem játszotta végig. A következő szezonban történelmet írt: az akkor hihetetlennek számító 120 pontot szerzett és máig ő az egyetlen védő, aki pontkirály lett a ligában. Ezenkívül megválasztották a liga MVP-jének (ezt egymás után háromszor ítélték oda neki). Ebben az évben Stanley-kupát nyert a Bostonnal és ő lett a rájátszás legértékesebb játékosa is. Így az 1970-es években ő lett az első játékos a liga történetében aki mind a négy nagy trófeát megnyerte. Az 1970–1971-es szezonban máig álló pontrekordot állított fel 139-cel mint a legtöbb pont egy védőtől egy szezonban valamint a legtöbb assziszt egy védőtől egy szezonban 102-vel. Ez a 102 assziszt akkoriban megdönthetetlen rekordnak tűnt (Wayne Gretzky ezt elsöpörte a következő évtizedben). Csak azért nem lett pontkirály mert a csapattársa Phil Esposito 152 pontot szerzett (ez akkoriban szintén rekord volt). A +124-es mutató azóta is szintén rekord. A csapat óriási favorit volt a rájátszás megnyerésére de a Montréal Canadiens az első körben 4-3-as összesítéssel kiejtette őket. Az 1971–1972-es szezonban ismét 100 pont felett volt (117) és a +/- mutatója +86 volt. Ebben az évben ismét megnyerték a Stanley-kupát és ismét ő lett a rájátszás MVP-je. A következő szezonjában 63 mérkőzésen ismét elérte a 100-as határt (101) de a rájátszásban csak öt mérkőzést játszott mert a New York Rangers 4-1-gyel verte őket az első fordulóban. 1973–1974-ben 122 pontot szerzett és +84-gyel zárta az alapszakaszt. A csapat bejutott a nagydöntőben de ott a Philadelphia Flyers 4-2-es összesítéssel elhódította előlük a kupát. 1974–1975-ben volt a legjobb góllövő szezonja: 46 gólt ütött védő létére (ezt a rekordot csak Paul Coffey döntötte meg 48-cal 1986-ban) és 135 pontot szerzett. Ezzel a teljesítményével a második Art Ross Trófeáját szerezte meg. A rájátszásban csak három mérkőzésig jutott a csapat. A következő szezonban már csak tíz mérkőzést játszott a térdsérülései miatt mellyel az egész pályafutása során szenvedett. 1976–1977-ben átigazolt a Chicago Blackhawksba. Ebben a szezonban ismét nagyon keveset játszott (20 mérkőzés) a térde miatt. A következő szezont teljesen kihagyta és az utolsó szezonjában már csak hat meccsen lépett jégre. Ezután visszavonult. 1979-ben 31 évesen tagja lett a Hírességek Csarnokának (a legfiatalabb a liga történetében).

## Karrier statisztika
| 1962–1963       | Oshawa Generals     | Metro Jr.A      | 34  | 6   | 15  | 21  | 45  |      |    |    |    |    |    |    |    |    |
| 1963–1964       | Oshawa Generals     | OHA             | 56  | 29  | 43  | 72  | 142 |      |    |    |    | 6  | 0  | 7  | 7  | 21 |
| 1964–1965       | Oshawa Generals     | OHA             | 56  | 34  | 59  | 93  | 112 |      |    |    |    | 6  | 0  | 6  | 6  | 10 |
| 1965–1966       | Oshawa Generals     | OHA             | 47  | 38  | 56  | 94  | 92  |      |    |    |    | 17 | 9  | 19 | 28 | 14 |
| 1966–1967       | Boston Bruins       | NHL             | 61  | 13  | 28  | 41  | 102 | n/a  | 3  | 1  | 0  | —  | —  | —  | —  | —  |
| 1967–1968       | Boston Bruins       | NHL             | 46  | 11  | 20  | 31  | 63  | +30  | 3  | 0  | 1  | 4  | 0  | 2  | 2  | 2  |
| 1968–1969       | Boston Bruins       | NHL             | 67  | 21  | 43  | 64  | 133 | +65  | 4  | 0  | 2  | 10 | 1  | 7  | 8  | 10 |
| 1969–1970       | Boston Bruins       | NHL             | 76  | 33  | 87  | 120 | 125 | +54  | 11 | 4  | 3  | 14 | 9  | 11 | 20 | 14 |
| 1970–1971       | Boston Bruins       | NHL             | 78  | 37  | 102 | 139 | 91  | +124 | 5  | 3  | 5  | 7  | 5  | 7  | 12 | 10 |
| 1971–1972       | Boston Bruins       | NHL             | 76  | 37  | 80  | 117 | 106 | +86  | 11 | 4  | 4  | 15 | 5  | 19 | 24 | 19 |
| 1972–1973       | Boston Bruins       | NHL             | 63  | 29  | 72  | 101 | 99  | +56  | 7  | 1  | 3  | 5  | 1  | 1  | 2  | 7  |
| 1973–1974       | Boston Bruins       | NHL             | 74  | 32  | 90  | 122 | 82  | +84  | 11 | 0  | 4  | 16 | 4  | 14 | 18 | 28 |
| 1974–1975       | Boston Bruins       | NHL             | 80  | 46  | 89  | 135 | 101 | +80  | 16 | 2  | 4  | 3  | 1  | 5  | 6  | 2  |
| 1975–1976       | Boston Bruins       | NHL             | 10  | 5   | 13  | 18  | 22  | +10  | 3  | 1  | 0  | —  | —  | —  | —  | —  |
| 1976–1977       | Chicago Black Hawks | NHL             | 20  | 4   | 19  | 23  | 25  | +6   | 2  | 0  | 0  | —  | —  | —  | —  | —  |
| 1978–1979       | Chicago Black Hawks | NHL             | 6   | 2   | 2   | 4   | 4   | +2   | 0  | 0  | 0  | —  | —  | —  | —  | —  |
| OHA Összesített | OHA Összesített     | OHA Összesített | 193 | 107 | 173 | 280 | 391 |      |    |    |    | 29 | 9  | 32 | 41 | 45 |
| NHL Összesített | NHL Összesített     | NHL Összesített | 657 | 270 | 645 | 915 | 953 | +597 | 76 | 16 | 26 | 74 | 26 | 66 | 92 | 92 |

## Díjai
- Calder-emlékkupa: 1967
- James Norris-emlékkupa: 1968, 1969, 1970, 1971, 1972, 1973, 1974, 1975
- Art Ross-trófea: 1970, 1975
- Hart-emlékkupa: 1970, 1971, 1972
- Conn Smythe-trófea: 1970, 1972
- Stanley-kupa: 1970, 1972
- NHL All-Star Gála: 1968, 1969, 1970, 1971, 1972, 1973, 1975
- Lou Marsh-trófea: 1970
- NHL Plus-Minus Award: 1969, 1970, 1971, 1972, 1974, 1975
- Lester B. Pearson-díj: 1975
- Lester Patrick-trófea: 1979
- Kanada-kupa MVP: 1976
- A Jégkorong Hírességek Csarnokának a tagja: 1979

## Rekordjai
- Legtöbb pont egy védőtől egy szezonban: 139 (1970–1971)
- Legtöbb assziszt egy védőtől egy szezonban: 102 (1970–1971)
- Legjobb +/- mutató egy szezonban: +124 (1970–1971)
- Legtöbb assziszt egy védőtől egy mérkőzésen: 6 (a következő játékosokkal megosztva: Babe Pratt, Pat Stapleton, Ron Stackhouse, Paul Coffey és Gary Suter)